# Xenochora sydowii
Xenochora sydowii är en svampart som beskrevs av Petr. 1948. Xenochora sydowii ingår i släktet Xenochora, divisionen sporsäcksvampar och riket svampar.   Inga underarter finns listade i Catalogue of Life.